# Veľké Uherce
Veľké Uherce es un municipio del distrito de Partizánske en la región de Trenčín, Eslovaquia, con una población estimada a final del año 2024 de 1980 habitantes.
Se encuentra ubicado al sur de la región, cerca del río Nitra (cuenca hidrográfica del Danubio) y de la frontera con la región de Nitra.

## Demografía
| Año        | 1994 | 2004    | 2014    | 2024    |
| ---------- | ---- | ------- | ------- | ------- |
| Población  | 1897 | 1983    | 2025    | 1980    |
| Diferencia |      | +4,53 % | +2,11 % | −2,22 % |

| Año        | 2023 | 2024    |
| ---------- | ---- | ------- |
| Población  | 1998 | 1980    |
| Diferencia |      | −0,90 % |